# Список національних парків Південного Судану

Мапа Південного Судана

Національні парки Південного Судану створені для збереження захисту видатних пейзажів і дикої природи в природному стані. На основі «Закону про охорону природи Південного Судану» 2003 року було встановлено наступні види охоронюваних природних систем — національні парки і заповідники. 

## Національні парки
У Південному Судані є шість національних парків.
| Назва                       | Англійська назва         | Штат                 | Площа, км² | Дата заснування |
| Бандінгіло                  | Bandingilo National Park | Центральна Екваторія | 10 000     | 1992 рік        |
| Бома                        | Boma National Park       | Джонглей             | 22 800     | 1986 рік        |
| Лантонто                    | Lantonto National Park   |                      |            |                 |
| Німуле                      | Nimule National Park     | Східна Екваторія     | 410        | 1954 рік        |
| Шамбе                       | Shambe National Park     | Озерний              | 620        | 1985 рік        |
| Південний національний парк | Southern National Park   | Вараб                | 23 000     | 1939 рік        |

## Заповідники

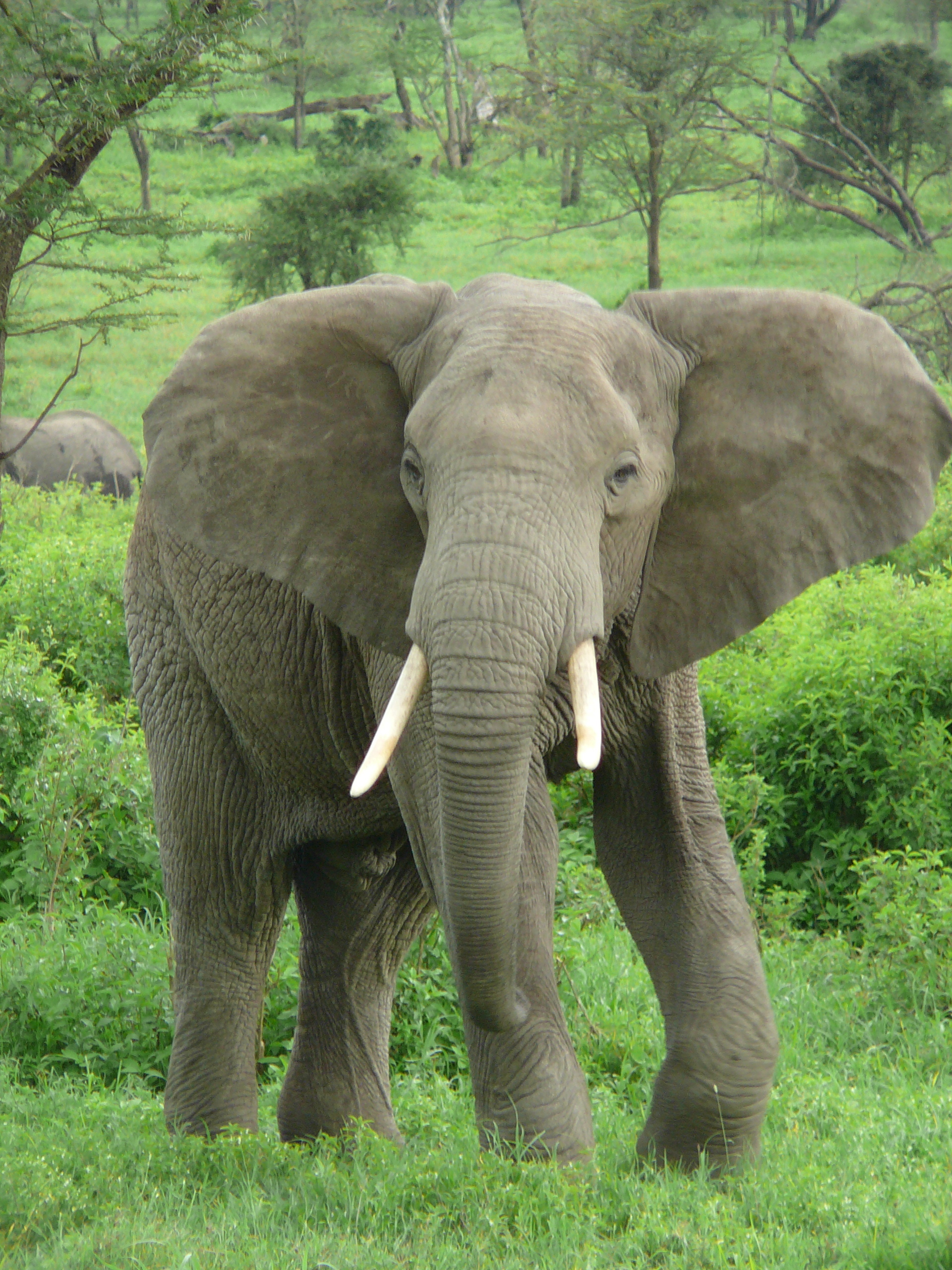
Слон

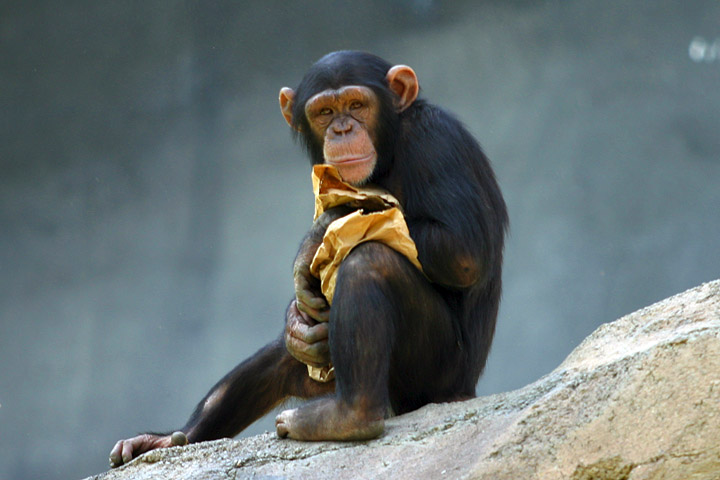
Шимпанзе

У Південному Судані є 12 заповідників:
- Заповідник Ашана
- Заповідник Бангангадж
- Заповідник Біре Кпатус
- Заповідник Боро
- Заповідник Зефах
- Заповідник Кідепо
- Заповідник Мбарізунга
- Заповідник Мушра
- Заповідник Нуматіна
- Заповідник Фаніканг
- Заповідник Челку
- Заповідник Джуба